# Mening toʻyim
 Mening toʻyim  là một bộ phim năm 2022 do Muhammad Ali Navruzov đạo diễn và được viết bởi Muhammad Ali Navruzov và Muhammad Ali Navruzov, những người cũng đóng vai chính. Các nhân vật chính Sitora Alimjanova và Muhammad Ali Navruzov nói về những vấn đề của đám cưới. Về các sự kiện đám cưới của người Uzbekistan vào những năm 1990. Phim còn có sự tham gia của Shohruhxon và Asal Shodieva. 

## Tóm tắt
Bộ phim được quay vào những năm 1990 về đám cưới của người Uzbekistan. 
Tại hội nghị, các nhà biên kịch và nhà sử học Uzbekistan đã nói về tiểu sử năm 1990, cách giải thích các sự kiện xảy ra trong thời kỳ đó.
Việc quay bộ phim được thực hiện bởi công ty điện ảnh "23 Film". Các diễn viên nổi tiếng của Uzbekistan đóng vai chính trong phim.
Không khí của thời điểm đó đã được tái hiện trên trang web của bộ phim "23 TV". Với sự hợp tác của các nhà làm phim người Uzbekistan, các cảnh đô thị và đám cưới đã được tạo ra trên 10 ha đất. Một mô hình tòa nhà Toshkenet năm 1990 đã được tạo ra. 

## Diễn viên
- Muhammad Ali Navruzov
- Sitora Alimjonova
- Shohruhxon
- Munisa Rizayeva
- Rihsitilla Abdullaev
- Asal Shodieva
- Oybek Teshboev
- Umidaxon Xoʻjaeva
- Otabek Mirzaxolov
- Muyassar Berdiqulova
- Feruza Sobitova
- Moʻmin
- Abduvali Radjabov
- Tolib Mo‘minov

## Hậu kỳ âm thanh
Giám đốc âm thanh Jamshid Gafarov. Thiết kế âm thanh Jasur Badalbaev. Tổ hợp hậu kỳ âm thanh CineLab. Dolby Digital 5.1

### Âm nhạc
Âm nhạc cho bộ phim "Mening toʻyim" được viết bởi Jasur Badalbaev.
Nhạc phim do Munisa Rizayeva thể hiện.

## Cho thuê
Bộ phim được phát sóng tại các rạp chiếu phim lớn nhất ở Uzbekistan. Nó cũng đã được chiếu trên màn hình lớn ở một số nước ngoài.